# Drohreflex
Als Drohreflex oder Drohreaktion bezeichnet man ein neurologisches Untersuchungsverfahren in der Tiermedizin, welches vor allem bei Kleintieren zur Überprüfung des Sehens eingesetzt wird. Dabei wird eine schnelle Handbewegung auf das Tier zugemacht, auf welches es gewöhnlich mit einem Blinzeln, manchmal auch mit weiteren Abwehrbewegungen reagiert. Die Reaktion kann für jedes Auge einzeln getestet werden, indem das andere zugehalten wird. Die normale Reaktion ist vor allem vom Sehnerv und vom Nervus facialis (Blinzeln durch den Musculus orbicularis oculi) abhängig, aber auch von zentralen Verschaltungen im Groß- und Kleinhirn. Bei der Durchführung ist darauf zu achten, dass weder ein Luftzug noch eine Berührung der Tasthaare erfolgt, weil dann eine Störung des Sehsinns nicht ausgeschlossen werden kann. Die Reaktion auf die Bedrohung ist ein erlerntes Verhalten, bei Welpen unter drei Monaten lässt sie sich daher meist nicht auslösen. Bei manchen Katzen ist der Drohreflex nur schwer auslösbar, daher sollte die Katze vorher mehrmals sanft berührt werden, um ihre Aufmerksamkeit zu erregen. Eine Studie zeigte, dass von neurologisch und ophthalmologisch gesunden Katzen zwei Drittel eine reduzierte Drohreaktion aufweisen.